# Walter Berry
Pour les articles homonymes, voir Walter Berry (basket-ball) et Berry (homonymie).
Walter Berry, né le 8 avril 1929 à Vienne où il est mort le 27 octobre 2000, est un baryton-basse autrichien.

## Aperçu biographique
Il fait ses études dans sa ville natale et reste fidèle à son Opéra d'État, dont il était un des piliers mondialement reconnu.
De 1957 à 1970, il est l'époux de Christa Ludwig, avec laquelle il se produit souvent sur scène et au disque.

## Aperçu discographique
Walter Berry a participé à de très nombreux enregistrements, notamment sous la direction d'Otto Klemperer (Passion selon saint Matthieu, La Flûte enchantée, Fidelio), de Herbert von Karajan (Parsifal, Tristan et Isolde, Les Saisons [de F.J. Haydn]), de Leonard Bernstein (Le Chevalier à la rose), de Dimitri Mitropoulos (Le Livre aux sept sceaux) et de Karl Böhm (Wozzeck, La Femme sans ombre).